# Francesco Boschi
Pour les articles homonymes, voir Boschi.

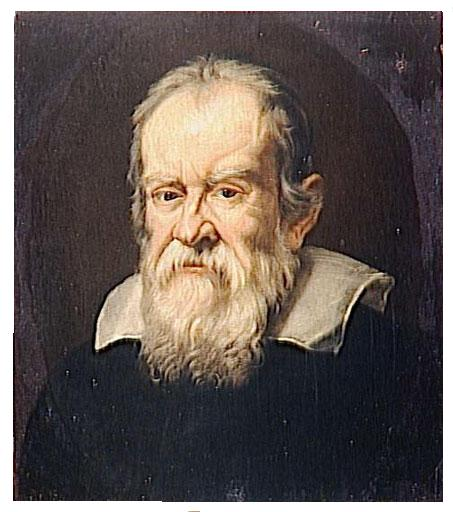
Portrait de Galilée

Francesco Boschi (Florence, 1619 - 1675) est un peintre italien baroque du XVIIe siècle, qui fut actif à Florence.

## Biographie
Francesco Boschi, fut l'élève de son père Fabrizio Boschi et de son oncle, le peintre Matteo Rosselli.
Il se spécialisa dans les portraits.
Son frère Alfonso Boschi fut son élève.

## Œuvres
- Adoration des anges, chiesa dei Santi Michele e Gaetano, Florence.
- Portrait de Galilée, musée national du château et des Trianons de Versailles
- Déposition de Croix,
- Quelques dessins au département des Arts graphiques du musée du Louvre

## Sources
- (en) Cet article est partiellement ou en totalité issu de l’article de Wikipédia en anglais intitulé « Francesco Boschi » (voir la liste des auteurs).